# Саюдис

Почтовая марка с изображениями геральдического символа и флажка «Саюдиса», 2016 г.

Са́юдис (лит. Sąjūdis, «Движение») — общественно-политическая организация Литвы, возглавившая в 1988—1990 годах процесс выхода (отделения) Литовской ССР из состава СССР и восстановления независимости Литовской Республики.
Первоначальное название — «Литовское движение за перестройку» (лит. Lietuvos Persitvarkymo Sąjūdis), впоследствии — Литовское Движение (лит. Lietuvos Sąjūdis).

## Истоки

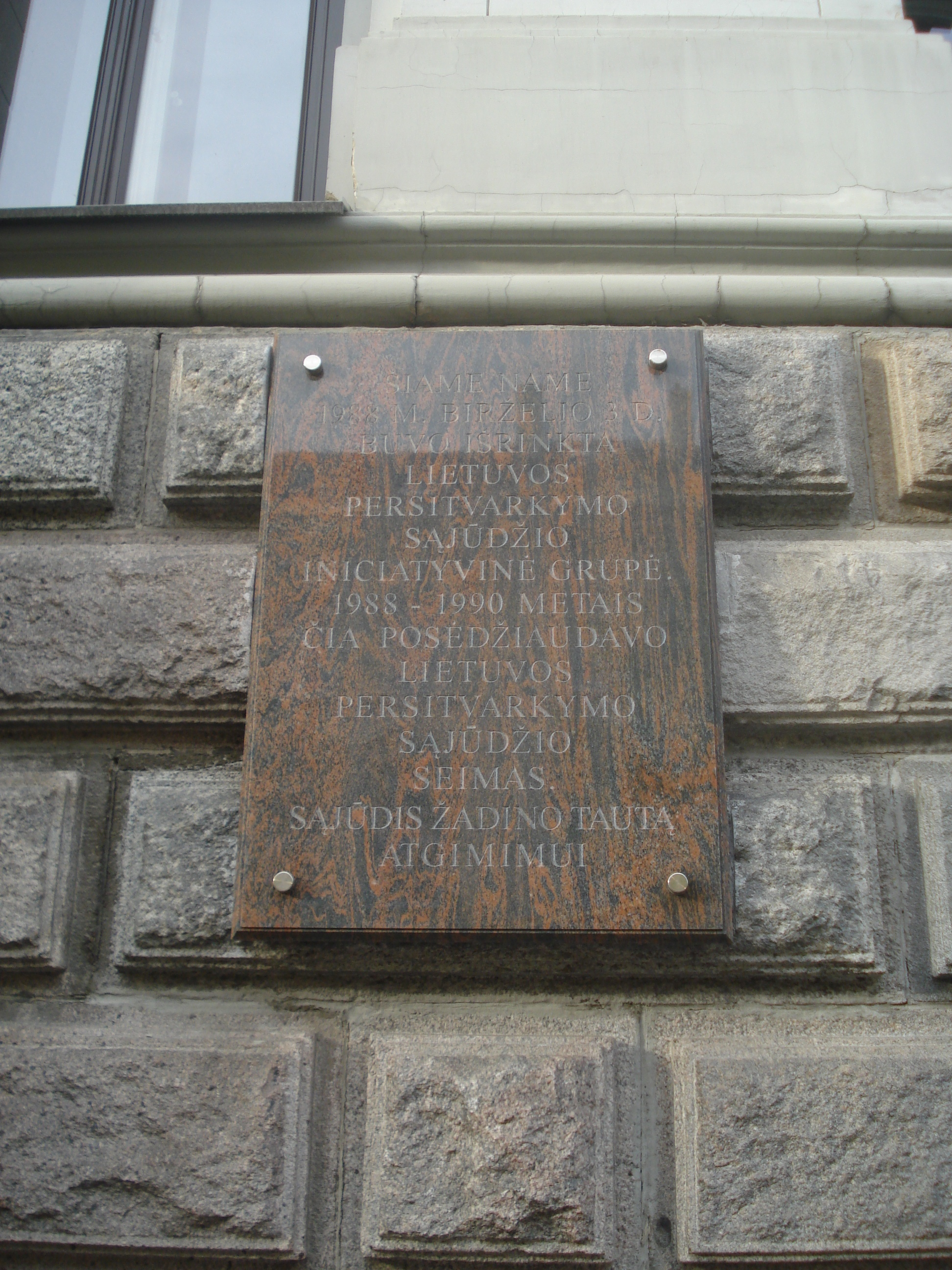
Мемориальная доска на здании Академии наук Литвы на проспекте Гедимина, в котором, как гласит надпись, 3 июня 1988 года была избрана инициативная группа Движения за перестройку Литвы и в 1988—1990 годах заседал Сейм Движения за перестройку Литвы, пробуждавшего нацию к возрождению

В обстановке провозглашённой в СССР перестройки и гласности в Литовской ССР в 1987 году стали возникать первые независимые от властей объединения — дискуссионные клубы, экологические организации, общества охраны памятников истории и культуры. Значительную роль в активизации общественных умонастроений сыграл Литовский фонд культуры, созданный как республиканское отделение Советского фонда культуры в мае 1987 года, и образовавшиеся под его эгидой национально-культурные объединения. Дополнительным толчком послужило также возникновение в Эстонии в апреле 1988 года Народного фронта.

## Образование и цели
Началом истории Саюдиса считается образование 3 июня 1988 года Инициативной группы Литовского движения за перестройку (Lietuvos Persitvarkymo Sąjūdžio Iniciatyvinė grupė) на собрании около 500 представителей технической и гуманитарной интеллигенции в большом зале Академии наук Литвы. В инициативную группу ЛДП вошло 35 известных деятелей культуры, искусства, науки, журналистики (актёр Регимантас Адомайтис, Казимирас Антанавичюс, писатель Витаутас Бубнис, член-корреспондент Академии наук Литовской ССР, профессор, бывший ректор Вильнюсского университета Юозас Булавас, Зигмас Вайшвила, философ профессор Бронюс Гензялис, музыковед профессор Витаутас Ландсбергис, поэт Юстинас Марцинкявичюс, Ромуальдас Озолас, писатель Витаутас Петкявичюс, Казимира Прунскене, писатель и переводчик Виргилиюс Чепайтис, кинорежиссёр Арунас Жебрюнас, архитектор Альгимантас Насвитис и другие); 17 из них были членами Коммунистической партии Литвы.
23 августа 1988 года в парке Вингис в Вильнюсе в день годовщины заключения пакта Молотова — Риббентропа состоялся организованный Саюдисом массовый митинг.
На предприятиях и в учреждениях организовывались группы поддержки ЛДП. В Саюдисе участвовало около 180 тысяч человек. Учредительный съезд ЛДП прошёл в Вильнюсе 22—23 октября 1988 года в вильнюсском Дворце спорта. На съезд группами поддержки ЛДП было выбрано 1 027 делегатов от всех районов Литовской ССР. Делегаты съезда были представителями около 1 000 групп поддержки. В съезде участвовал 1 021 зарегистрированный делегат; в качестве гостей и почётных гостей присутствовали известные реформаторскими взглядами члены ЦК КПЛ, жители Вильнюса и городов СССР (например, выступивший с кратким приветствием Андрей Вознесенский). На съезде были зачитаны программные доклады по важнейшим направлениям деятельности ЛДП, приняты программа и устав, сформированы руководящие органы — Сейм ЛДП, который, в свою очередь, сформировал Совет Сейма ЛДП из 35 человек. В него вошло большинство членов первоначальной Инициативной группы.
Официально организация была зарегистрирована 16 марта 1989 года. ЛДП выпускало самиздатский информационный бюллетень «Саюджио жиниос» („Sąjūdžio žinios“, «Вести движения»), тиражируемый множительными аппаратами, и легальную газету «Атгимимас» („Atgimimas“, «Возрождение»). После нескольких номеров на литовском языке газета «Атгимимас» начала выходить также в версии на русском языке («Возрождение»), затем стала выходить самостоятельная газета ЛДП на русском «Согласие». Саюдис широко использовал в эмблематике организации, её изданий и в наглядной агитации национальную символику — цвета национального флага, исторический герб (Погоня, лит. Vytis), знак Гедиминовых столпов.
Первоначально Саюдис своими целями провозглашал культурное возрождение, демократизацию, экономическую самостоятельность республики, заботу об охране окружающей среды. Саюдис сотрудничал с реформаторским крылом Коммунистической партии Литвы во главе с Альгирдасом Бразаускасом.
Вспоминая первое организационное собрание «Саюдиса», один из его участников, литовский писатель В. Петкявичус, задавался вопросом: кто же нас всех собрал? И кто разрешил это собрание, которое несколько раз переносилось? И даёт на этот вопрос следующий ответ: КГБ. По его словам, не только избранный на этом собрании лидером искусствовед В. Ландсбергис, но и многие другие деятели созданной организации: «Б. Кумицкас, К. Мотека, В. Чепайтис, А. Чекуолис, 3. Вайшвила, Р. Озолас, А. Буткявичус, Л. Сабутис, К. Урба, К. Прунскене, В. Томкус, Р. Дапкуте и многие другие активисты так или иначе имели отношение к этой мощной, но уже начавшей разлагаться организации.»

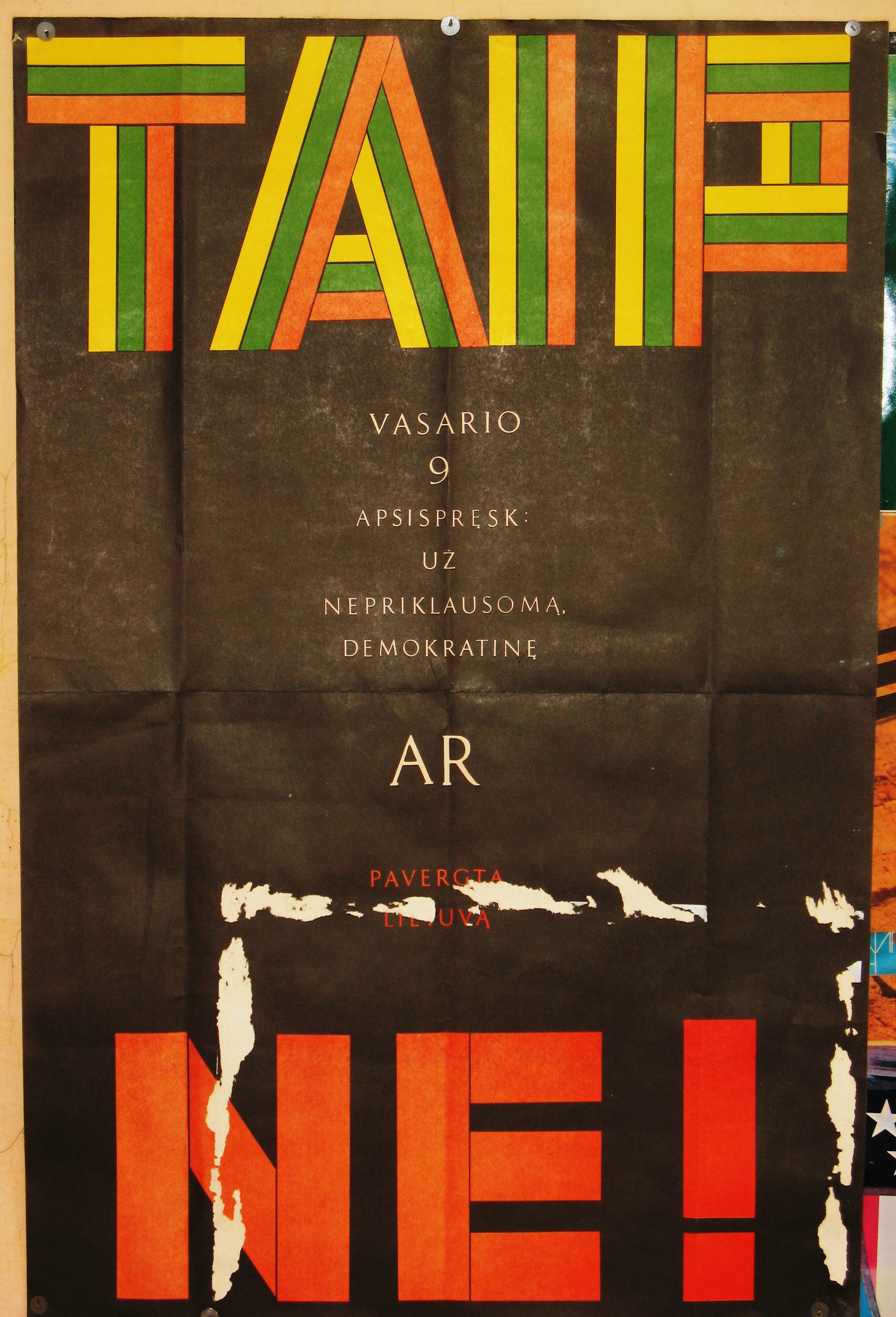
Плакат Саюдиса (февраль 1990): ДА — «независимой и демократической» (буквы цветов национального флага Литвы), НЕТ — «порабощённой Литве» (буквы цвета советского флага). Напечатан тиражом в 10 тысяч экз.

С ноября 1988 года ЛДП сдвигалось ко всё более сепаратистской политической позиции. 16 февраля 1989 года руководство ЛДП провозгласило, что основной и главной целью движения является восстановление независимости Литвы. ЛДП перешло к оппозиции и конфронтации с КПЛ, руководство которой по-прежнему декларировало приверженность к идее постепенного реформирования и обновления СССР. В прошедших 26 марта 1989 года выборах народных депутатов СССР из 42 выделенных Литовской ССР мандатов 36 досталось кандидатам Саюдиса. Съезд народных депутатов СССР они использовали для того, чтобы обозначить стремление Литвы к независимости (попутно по их инициативе была образована комиссия по выяснению, существовали ли секретные протоколы к Договору о ненападении между СССР и Германией 23 августа 1939 года, так называемый пакт Молотова — Риббентропа).
На выборах в Верховный совет Литовской ССР 24 февраля 1990 года (дополнительные голосования в отдельных округах 4 марта и 10 марта) кандидаты Саюдиса получили 101 мандат из 141. На первом же заседании вновь избранного Верховного Совета 11 марта 1990 года был принят Акт о восстановлении независимости Литвы.

## Организационная структура
Большая часть групп поддержки Саюдиса на местах возникла ещё до учредительного съезда. Подобно партийным организациям, часть из них действовала как территориальные первичные организации, часть — как первичные организации на предприятиях и учреждениях.
На учредительном съезде Саюдиса были образованы руководящие органы — Сейм ЛДП (LPS Seimas; 220 членов) и Совет Сейма (LPS Seimo taryba; 35 членов). Углубляющееся размежевание с Коммунистической партией Литвы требовало укрепления организационной структуры. Первоначально коллегиальные органы Инициативная группа и Сейм ЛДП, члены которых имели равные права, были преобразованы: 25 ноября 1989 на заседании Совета Сейма был избран председатель Витаутас Ландсбергис и создан профессионально работающий секретариат.
Помимо Совета Сейма ЛДП большим влиянием пользовались Вильнюсский координационный совет ЛДП и Каунасский совет ЛДП. На эволюцию политической программы Саюдиса влияла их конкуренция: каунасцы были настроены более радикально, едва ли не с первых дней требуя занять бескомпромиссную позицию безусловного и немедленного восстановления независимости.

## Современная ситуация

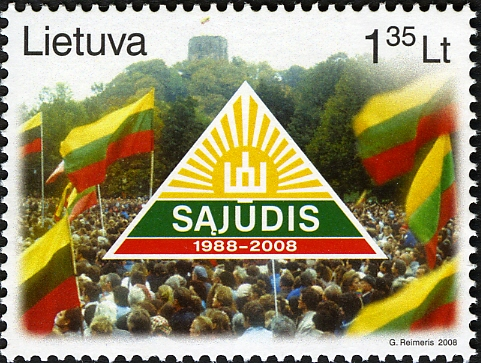
Почтовая марка к 20-летию Саюдиса (2008)

В недрах Саюдиса зародились некоторые из современных политических партий Литвы, из его рядов вышло множество современных политических деятелей страны. По мере формирования этих новых партий, взаимной компрометации в средствах массовой информации и в судебных разбирательствах бывших лидеров Саюдиса (обвинения в сотрудничестве с советскими органами госбезопасности В. Чепайтиса, К. Прунскене, В. Ландсбергиса), ухода активных участников в иные сферы деятельности роль Саюдиса снижалась.
С 1993 года Саюдис стал одной из множества общественных организаций.